# Lille frø
|  | Denne artikel er oprettet af botten Steenthbot ud fra en ekstern database. Den kan derfor have sproglige fejl eller mangler. Denne skabelon kan fjernes efter kontrol af indholdet. |

Lille frø er en dansk animationsfilm fra 2021 instrueret af Kim Hagen Jensen.

## Handling
Lille Frøs ankomst i den lille frøfamilie er lige så eksplosiv som historien om hvordan han og hans nye familie skal finde hinanden. Lille Frø er jo virkelig en sød lille frø, altså lige indtil familien finder ud af, at han faktisk også er ret slem. Faktisk så slem, at frøfar og frømor til sidst må tage ham med til skolepsykolog, og herfra går det helt galt, og det ender med at Lille Frø forlader sin familie. Vil Lille Frø altid være slem? Og finder han nogensinde sammen med sin familie igen? Og hvem er den gamle mand i bjerget?